# Vert naphtol B
Ne doit pas être confondu avec vert naphtol Y.
Le vert naphtol B est un composé organométallique principalement utilisé comme colorant. Il est référencé dans le Colour Index sous le numéro C.I. 10020 avec la dénomination « C.I. Acid Green 1 » ou « C.I. Pigment Green 12 ».

## Chimie
Sa structure est celle d'un complexe formé d'un ion Fe3+ central coordonné à trois ligands organiques bidentés identiques. Les ligands ont la structure d'un dérivé monosulfoné du 1-nitroso-2-naphtol (en) et chacun d'entre eux se coordonne à l'atome de fer par les doublets non liants de son atome d'azote et de l'atome d'oxygène du groupe phénol adjacent.

## Applications
C'est un colorant vert terne, découvert en 1885, mais produit industriellement seulement à partir de 1921.
Soluble dans l'eau, il a d'abord servi en teinture comme colorant de cuve. Mordancé, il donne le pigment vert référencé PG8 au Colour index.
On le trouve dans les peintures métallisées de mobilier métallique, où sa solidité médiocre à la lumière n'est pas un inconvénient. Résistant bien à la vulcanisation, il sert aussi à la coloration des caoutchoucs. Il a servi, pendant la Seconde Guerre mondiale, à la coloration des bétons, tirant parti de sa parfaite solidité aux alcalis.
Le vert naphtol en solution aqueuse a servi pour la fabrication de filtres liquides verts, et sous forme de pigment en dispersion dans la gélatine, pour des filtres solides.
Le pigment PG12, utilisé dans des encres d'imprimerie, peut être considéré comme un dérivé sulfoné du vert naphtol.

### Arts graphiques
Les fabricants de couleurs pour artiste ont utilisé le pigment PG8 tant pour des peintures à l'huile que pour des aquarelles, au moins de 1910 à 1930, malgré son manque de solidité à la lumière. Deux fabricants de couleurs pour aquarelle proposent un vert de Hooker dont le pigment est le vert naphtol.